# Erazm Barącz
Erazm Barącz herbu Odrowąż (ur. 2 czerwca 1859 we Lwowie, zm. 21 stycznia 1928 w Krakowie) – inżynier górnik, naczelnik salin wielickich, kolekcjoner.

## Życiorys
Pochodził ze starej patrycjuszowskiej i zasłużonej dla Lwowa rodziny polskich Ormian. Jego braćmi byli Tadeusz (1849-1905, rzeźbiarz), Roman (1856-1930, profesor chirurgii Uniwersytetu Lwowskiego), Stanisław (1864-1936, poeta i tłumacz) oraz Władysław (1865-1919, aktor i dyrektor Teatru Wielkiego we Lwowie). Po zdaniu matury we Lwowie Erazm Barącz studiował w akademii górniczej w Leoben, w 1880 uzyskując dyplom inżyniera. Pracował w kopalniach polskich, najdłużej w kopalni soli w Wieliczce, w latach 1915–1921 będąc naczelnikiem wielickich salin. Był autorem map, planów i rysunków technicznych kopalni, w uznaniu zasług jedną z komór nazwano jego imieniem.
Po przejściu na emeryturę przeprowadził się do Krakowa, oddając pasji kolekcjonerstwa. Zbierał obrazy (ponad 100 prac Axentowicza, Malczewskiego, Wyczółkowskiego i innych), rzeźby, zegary, meble. Jako Ormianin ze szczególnym upodobaniem gromadził wschodnie tkaniny i broń. Swoje zbiory, obejmujące 500 eksponatów, przekazał Muzeum Narodowemu w Krakowie. Z jego kolekcji powstał nowy oddział Muzeum: IV oddział im. Erazma Barącza.
Zmarł nagle w Krakowie, pochowany został na koszt miasta na cmentarzu Rakowickim w sąsiedztwie kaplicy Helclów (kwatera CC, płd.-wsch.). Na jego grobie znajduje się okazały pomnik, także ufundowany przez władze Krakowa.

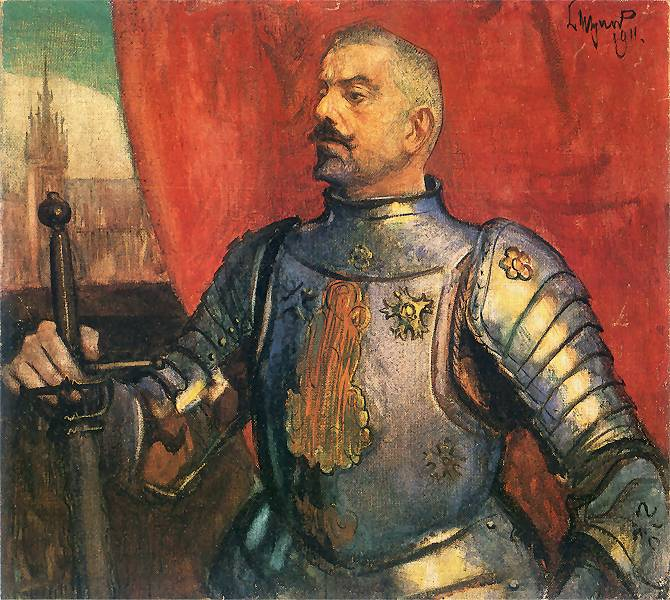
Erazm Barącz na portrecie Leona Wyczółkowskiego (1911), w zbiorach Lwowskiej Galerii Obrazów
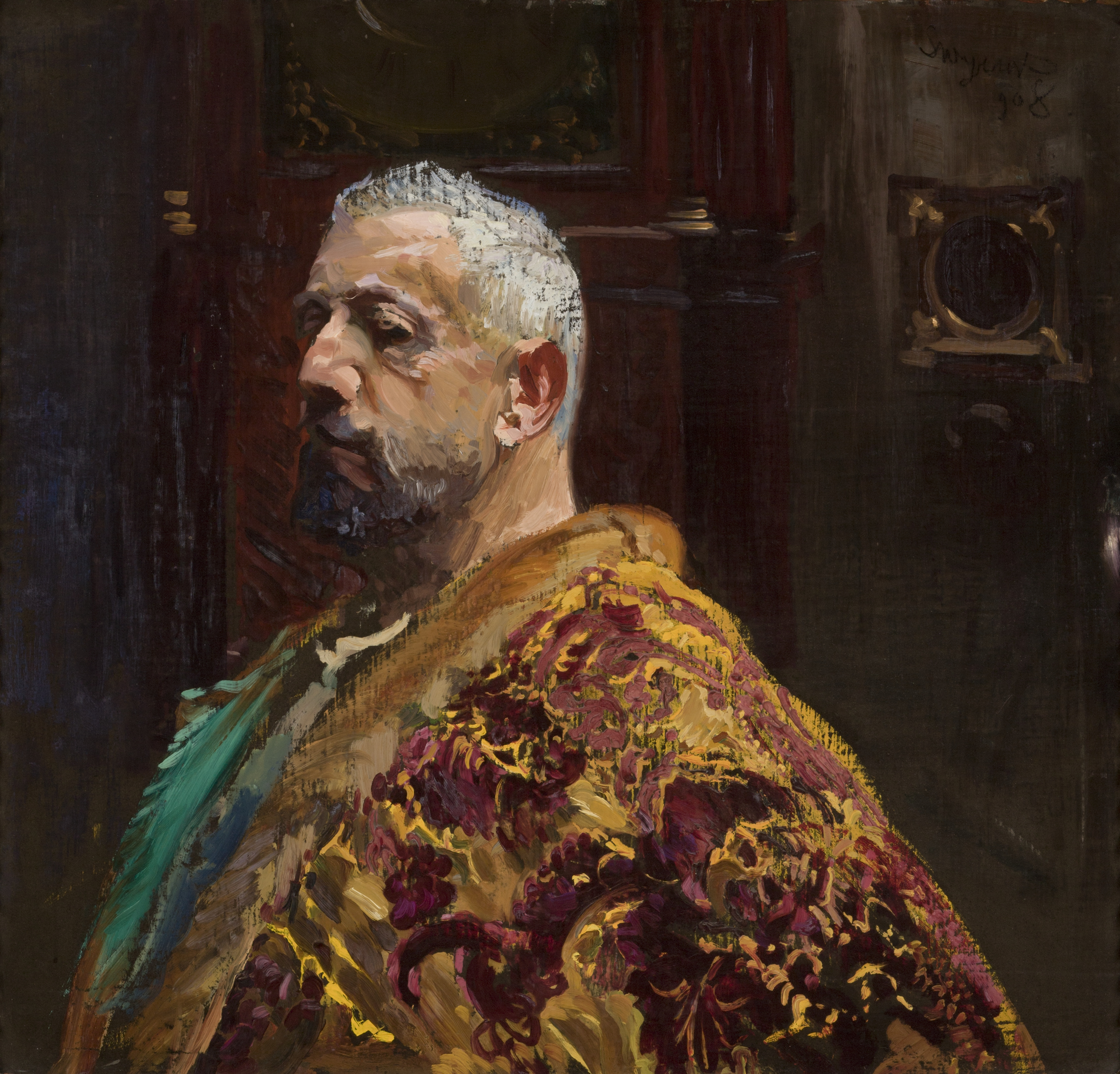
Portret Erazma Barącza autorstwa Leona Wyczółkowskiego, 1909
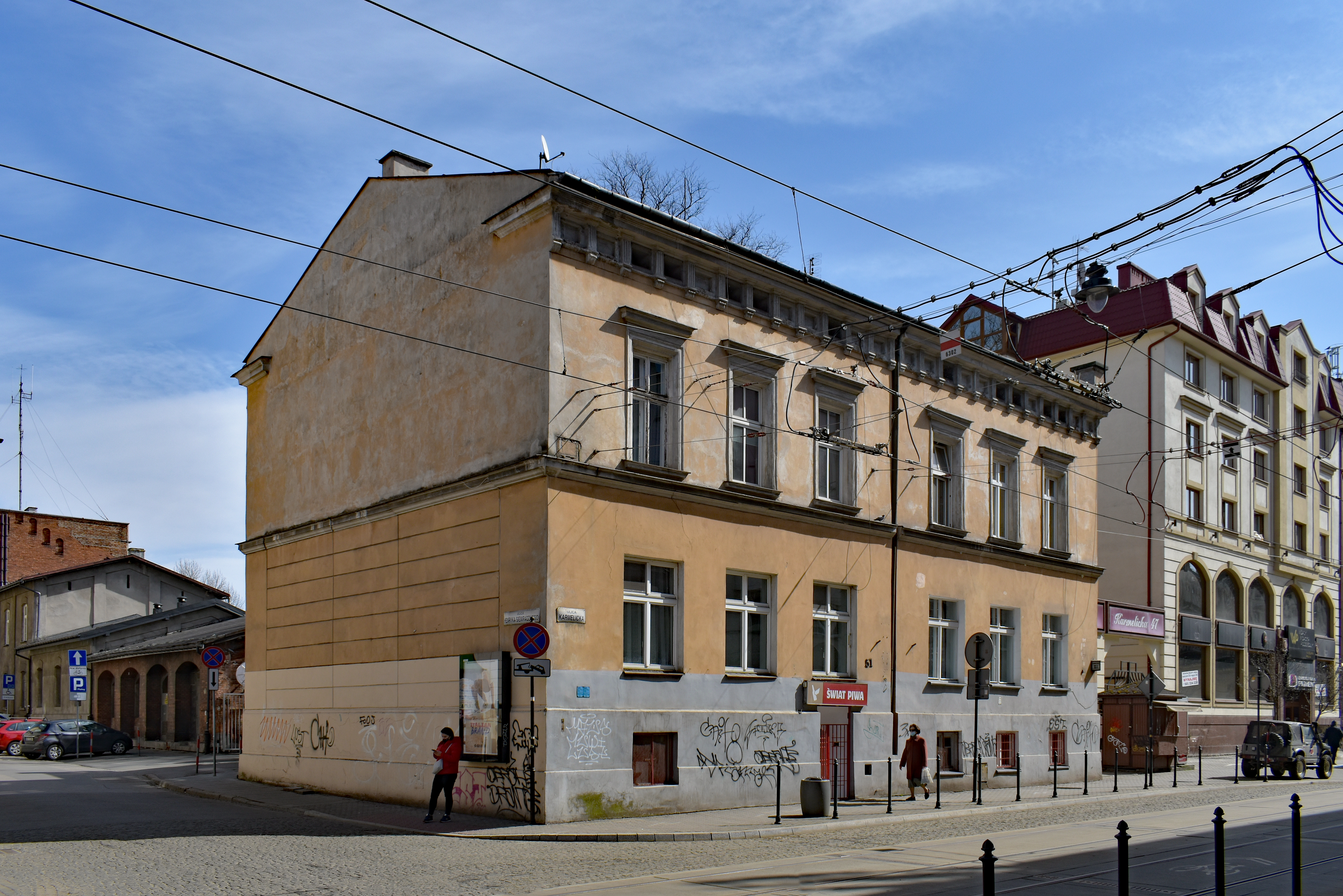
Dom Erazma Barącza Kraków, ul. Karmelicka 51.
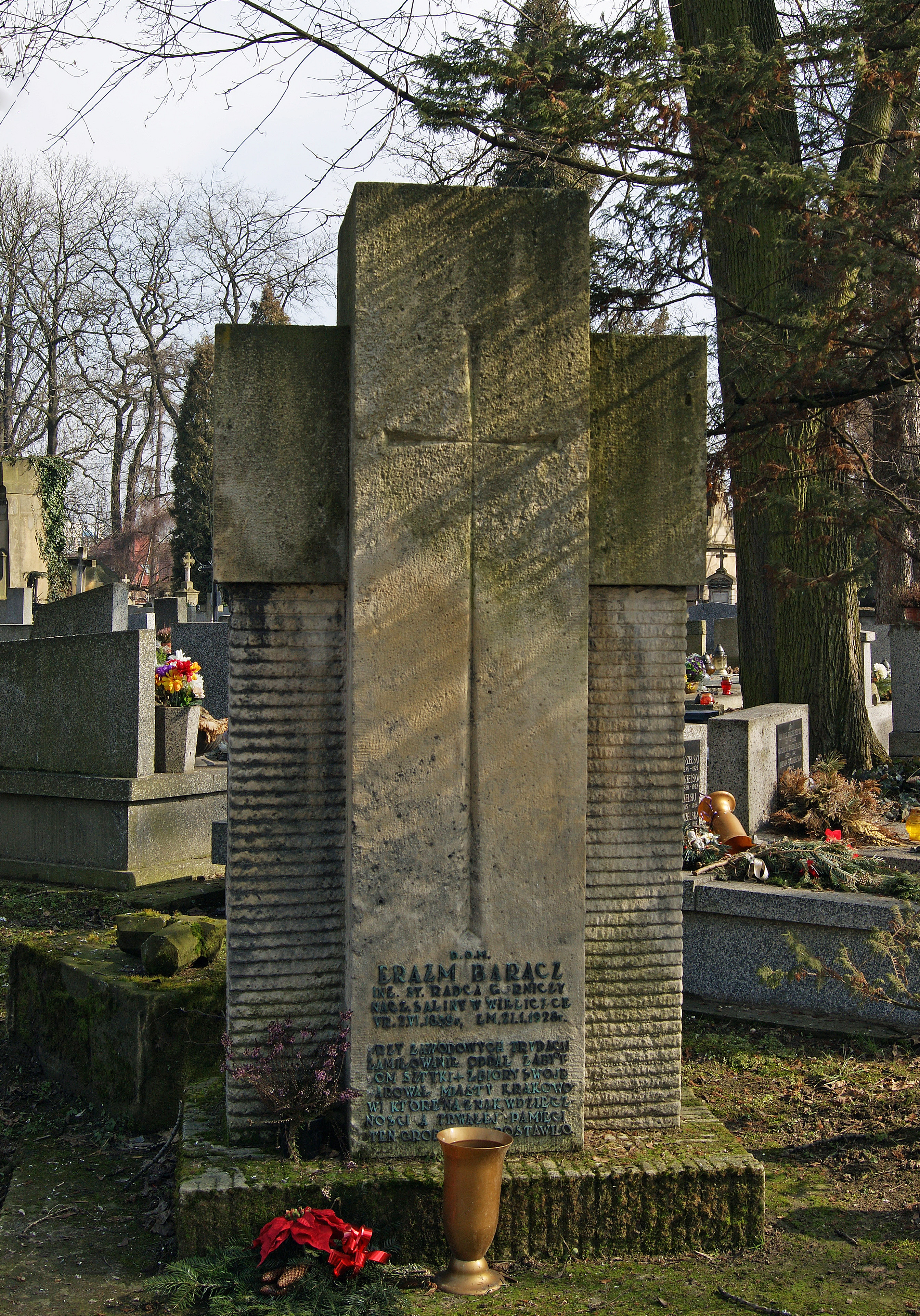
Grób Erazma Barącza na cmentarzu Rakowickim